# Adria Airways
Adria Airways (zkráceně jen Adria) byly národní leteckou společností Slovinska, sídlící na mezinárodním letišti Jožeta Pučnika u Lublaně. Společnost provozovala pravidelné lety do mnoha evropských měst a také charterové lety do Evropy a na Střední Východ. Byla členem Star Alliance. Vznikla v roce 1961 a zanikla kvůli finančním problémům v roce 2019.
Tato společnost létala mezi 30. březnem 2014 až do svého krachu 23. září 2019 pravidelně linku Praha – Lublaň.

## Historie
Aerolinie Adria Airways zahájily svou činnost v roce 1961 pod názvem Adria Aviopromet jako charterová letecká společnost s letouny Douglas DC-6. V roce 1968 změnila společnost název na Inex Adria Aviopromet (později Inex Adria Airways) a začala létat s proudovým letounem Douglas DC-9. V roce 1975 došlo k havárii letu JP 450 v pražském Suchdole.
V roce 1980 začala Adria provozovat své první pravidelné linky s koupeným letounem McDonnell Douglas MD-80 a stala se členem mezinárodní asociace leteckých dopravců, IATA. V listopadu 1983 přibyla na seznam pravidelných destinaci Larnaka. Společnost zakoupila několik letadel Airbus A320 a po odtržení od Jugoslávie se stala slovinskou národní leteckou společností.
V březnu 1996 ukončila Adria svůj druhý privatizační proces. 18. listopadu 2004 se stala společnost členem Star Alliance.
Po teroristických útocích 11. září 2001 zaznamenala společnost velký pokles přepravených cestujících. Se ztrátami fungovala společnost dalších 5 let. V roce 2006 zaznamenala společnost minimální zisk a přepravila svého prvního miliontého cestujícího. V roce 2007 Adria přepravila 1 136 431 cestujících se ziskem ve výši 420 000 EUR za rok. V roce 2008 se zvýšil růst příjmů o 12%. V tomto roce měla Adria 719 zaměstnanců.
V roce 2009 podepsala Adria předběžnou smlouvu s Airbusem o koupi modelů A319. Vedení společnosti plánovalo nahradit flotilu airbusů A320 objednanými A319. První Airbus A319 zařadila Adria do flotily v roce 2010, avšak v témže roce také vykázala ztrátu přes 63 milionů Eur. Největší ztrátu generovaly již v té době nehospodárné letouny Bombardier CRJ200. Od roku 2011 se snažila Adria profitovat na letech mimo domovskou Lublaň. Otevřela například spojení Vídeň – Frankfurt, Banja Luka – Paříž nebo Tirana – Frankfurt.
V roce 2016 odkoupila 96 % podíl ve ztrátovém dopravci Adria Airways od slovinského státu lucemburská investiční skupina 4K Invest. Od té doby se Adria stále snažila rozlétat linky ze zahraničních měst, například z polské Lodže nebo Řešova. Nebyla ale úspěšná a tak se postupně vracela do Lublaně, odkud zvyšovala počet letů převážně do evropských destinací.
Po dlouhodobých finančních potížích společnost 23. září 2019 pozastavila veškeré své lety a o týden později, 30. září 2019, vstoupila do insolvence. Po Adrii zůstaly dluhy zhruba 90 milionů eur, firma zaměstnávala přes 558 lidí. Jednalo se o čtvrtou leteckou společnost, která v září 2019 zkrachovala.

## Flotila

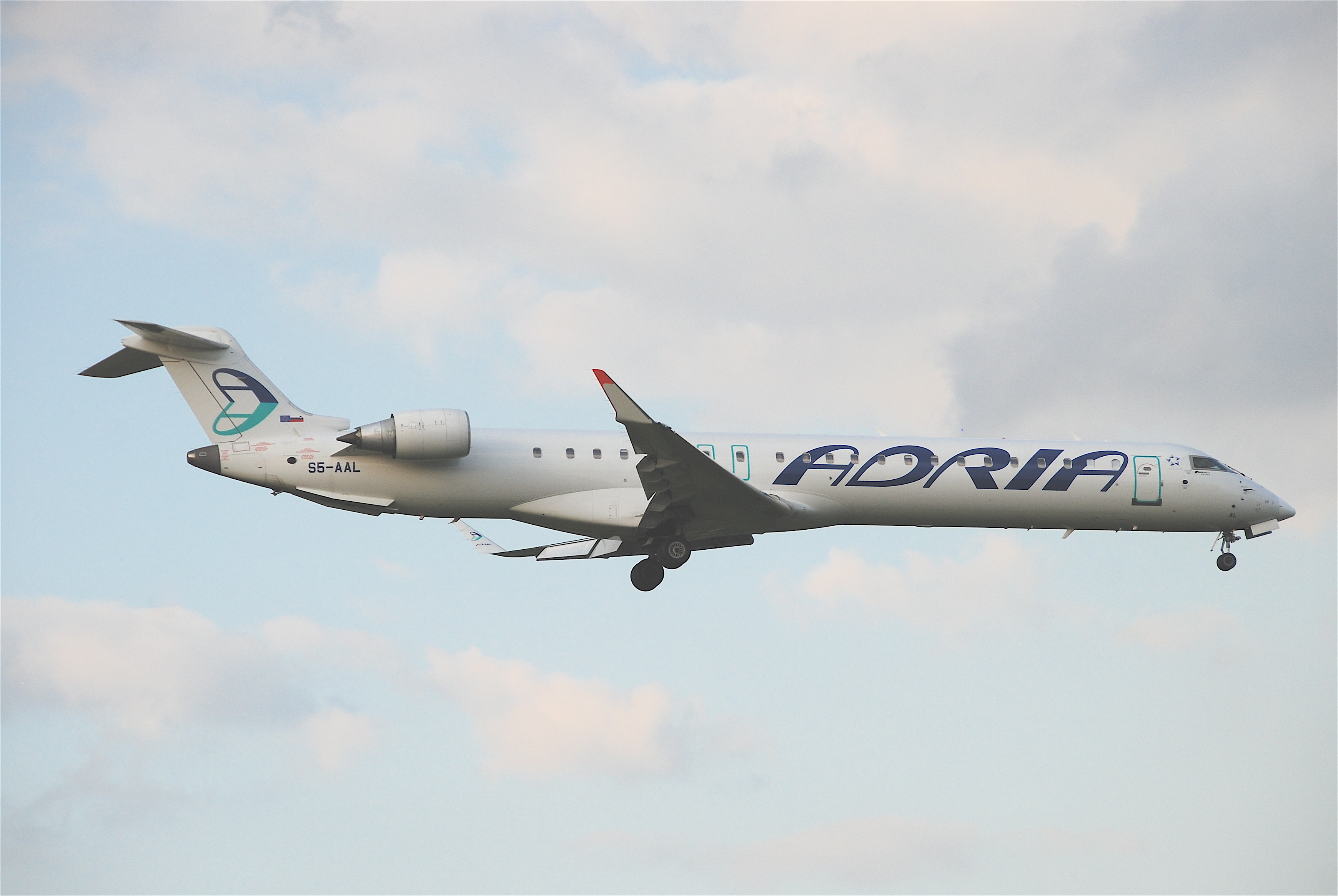
Bombardier CRJ900

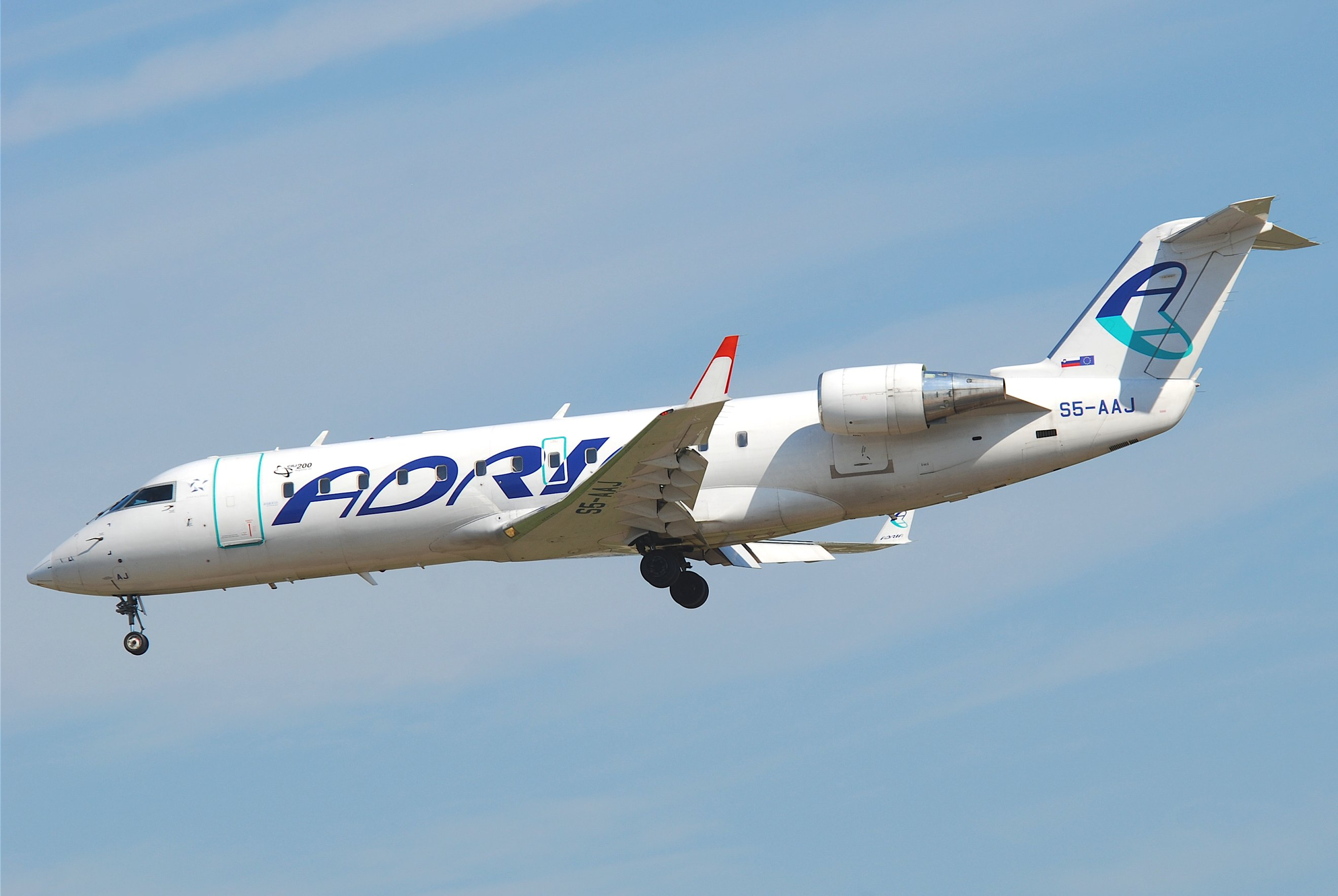
Bombardier CRJ200

V roce 2018 tvořily flotilu Adria Airways následující letouny:

## Destinace
V letní sezóně 2013 obsluhovaly Adria Airways tyto destinace: